# Иннокентий (Павлов)
Игу́мен Инноке́нтий (в миру Серге́й Никола́евич Па́влов; 15 июля 1952, Москва — 19 мая 2020, Выборг, Ленинградская область) — советский и российский религиозный деятель, исследователь истории раннего христианства, библеист, церковный историк, переводчик, публицист. Кандидат богословия. Член правления Российского библейского общества. Член правления «Общества любителей церковной истории». Игумен и заштатный клирик Русской православной церкви. С осени 2004 года по 28 октября 2011 являлся секретарём Священного синода Истинно-православной церкви Рафаила (Мотовилова), затем был назначен на должность «специалиста по истории Церкви и мирового Православия».
Занимался исследованиями Дидахе и Нового Завета, идентификацией «исторического Иисуса» и его оригинального учения (ipsissima doctrina Jesu). Автор более ста научных и научно-популярных публикаций. Один из авторов «Католической энциклопедии» и «Православной энциклопедии». Вёл обширную научную работу в области библеистики, церковной истории, историографии и социологии религии; работал над переводом книг Нового Завета на современный русский литературный язык и их комментированием.
С 1990 года регулярно выступал как публицист в таких изданиях как «Независимая газета», «Сегодня», «Русская мысль», «Церковно-общественный вестник», «Посев», «Итоги». Постоянно публиковался на различных интернет-ресурсах, в том числе «Соборность» и «Портал-Credo.ru».

## Биография
Родился 15 июля 1952 года в Москве, свое имя получил в честь преподобного Сергия Радонежского. Воспитанием Сергея занималась мать Павлова Ирина Георгиевна (1912—1978), поскольку отец оставил семью, когда ребёнку ещё не было двух лет. Раннее детство матери, в свою очередь, было связано с имением Тростянка в Киевской губернии, где помещиками были её дедушка и бабушка (по матери) Михаил Фёдорович и Прасковья Ивановна Еремеевы, которые полагали необходимым проявлять заботу о трудившихся в их имении крестьянах, для которых Михаил Фёдорович открыл крестьянский банк, а Прасковья Ивановна устроила бесплатную больницу, где сама же и вела приём, поскольку была одной из первых в Российской империи женщин-врачей (она была уроженкой Новочеркасска и происходила из казачьего рода Трифоновых), для чего в своё время получила медицинское образование в Швейцарии. К сознательной вере пришёл в двенадцатилетнем возрасте.
По окончании в 1970 году московской средней школы № 59 работал разносчиком телеграмм, оператором ЭВМ, бухгалтером в отделе социального обеспечения Ленинского района Москвы. В 1972—1977 годах прислуживал в храмах Антиохийского подворья.
В 1972 и 1973 годах предпринимал неудачные попытки поступления в Московскую духовную семинарию. В 1976 году поступил на подготовительное отделение Всесоюзного заочного юридического института и планировал получить юридическое образование. Однако весной 1977 года архимандрит Макарий (Тайар) представил Сергея Павлова митрополиту Ленинградскому и Новгородскому Никодиму (Ротову).
В том же 1977 году при поддержке митрополит Никодима (Ротова) был принят во 2-й класс Ленинградской духовной семинарии, пройдя четырёхлетний курс обучения за два года. Во время обучения в семинарии проявил серьёзный интерес к экзегетике Нового Завета. В 1979 году поступил в Ленинградскую духовную академию. По собственному признанию: «В академии я имел возможность получить хорошую богословскую подготовку. Кроме того, как церковному историку мне много дала работа в Отделе рукописей Государственной Публичной библиотеки, где в 1981—1982 гг. я осуществил обработку и каталогизацию личного архива А. И. Бриллиантова (†1933), выдающегося церковного историка, профессора Санкт-Петербургской духовной академии, ученика и продолжателя дела великого В. В. Болотова. Также в это время произошло мое сближение с профессором ЛГУ Н. А. Мещерским и его учеником д-ром А. А. Алексеевым, которые привили мне интерес к славянским библейским изучениям». Тем не менее, по инициатив ректора Ленинградской духовной академии архиепископа Кирилла (Гундяева) его кандидатская диссертация была посвящена истории Русской православной церкви в XX веке. Особый акцент в ней был сделан на исследовании материалов Поместного собора 1917—1918 годов и подготовительных работ к нему в 1905—1917 годах. Из-за того, что диссертация содержала пассаж о репрессиях в отношении духовенства и активных мирян в предвоенный период, диссертация вызвала «приступ гнева у тогдашнего ленинградского уполномоченного Совета по делам религий тов. Жаринова, который кричал архиепископу Кириллу: „Это писал несоветский человек“. Должен сказать, что это самый приятный для меня комплимент, из тех, что я получал за всю свою жизнь». В 1983 году окончил Ленинградскую духовную академию с учёной степенью кандидата богословия. Диссертация почти полностью была опубликована, будучи положенной в основу юбилейного издания «Русская Православная Церковь 988—1988. Вып. 2. Очерки истории 1917—1988» (М.: Издание Московской Патриархии, 1988. — 112 с.). Однако, несмотря на настойчивые требования автора, в издание не вошёл фрагмент, вызывавший гнев уполномоченного в 1983 году, хотя что во время публикации (1987—1988) об репрессиях в отношении духовенства уже начали говорить открыто. Иннокентий потребовал, чтобы его имя в данном издании было снято, что и было сделано.
Незадолго до окончания академии, 9 апреля 1983 года ректором Ленинградской духовной академии и семинарии архиепископом Выборгским Кириллом (Гундяевым) в академическом храме во имя св. апостола и евангелиста Иоанна Богослова пострижен в монашество с именем Иннокентий (в честь святителя Иннокентия, митрополита Московского). 17 апреля там же рукоположён в сан дьякона. 5 июня 1983 года митрополитом Ленинградским и Новгородским Антонием (Мельниковым) в Троицком соборе Александро-Невской лавры рукоположён в сан иеромонаха.
В 1983—1987 года состоял преподавателем общей церковной истории и истории Русской церкви в Ленинградской духовной семинарии, будучи одновременно классным наставником. Одновременно разрабатывал курс по истории русской богословской мысли, успев за это время подготовить введение и очерк источниковедения. В этот период также занимался научной работой, результатом чего явились исследования в области истории славянского библейского перевода и церковной историографии. В 1985 года в течение одного семестра читал лекции по истории и учению греко-православной церкви в Духовной академии Святого Эчмиадзина в Армении. Кроме того, по просьбе Священного синода Болгарской православной церкви в 1985—1987 годы осуществлял описание рукописей святителя Софрония Врачанского (1739—1813), находящихся в библиотеках Ленинграда.
В марте 1987 года был принят на работу в отдел внешних церковных связей Московского патриархата (ОВЦС) в качестве референта по богословским вопросам. В декабре того же года освобождён от преподавания в Ленинградской духовной семинарии. В 1988 году удостоен возведения в сан игумена.
В 1990—1992 годах состоял секретарём Патриаршей и Синодальной библейской комиссии, в 1989—1992 годы курировал связи Московской патриархии с Объединёнными библейскими обществами, а в 1991 году включён в состав правления Российского библейского общества, членом которого состоял до конца жизни.
В 1992 году игумен Иннокентий (Павлов) включился в активную политическую деятельность, вступив в Российскую христианско-демократическую партию и став членом её политического совета. В октябре 1993 году совершил попытку баллотироваться в Государственную думу Российской Федерации, но по рекомендации священноначалия снял свою кандидатуру. Сразу же после этого, игумен Иннокентий по своей инициативе оставил работу в ОВЦС, что объяснил своим несогласием «с тем курсом, который проводится Московской Патриархией». Формально числился в ОВЦС до июня 1994 года, когда состоялось его официальное увольнение.
С 1993 года преподавал церковную историю в Общедоступном православном университете, основанном протоиереем Александром Менем (с 1995 года — Библейско-богословский институт святого апостола Андрея). Впоследствии игумен Иннокентий начал преподавание новозаветных дисциплин, догматического богословия и канонического права.
В апреле 1994 году он получил назначение на должность штатного священника в храм Преображения Господня в Богородском, где прослужил до конца ноября 1995 года, когда по собственному желанию был выведен за штат.
В 1994—1995 учебном году он читал лекции по церковному источниковедению в Московском государственном историко-архивном институте. В 1995—2002 годах выступал на прокатолической радиостанции «Христианский церковно-общественный канал» (более известной как «Радио София»), где вёл еженедельные передачи «Дискуссия на тему», «Литературное обозрение» и «Живое слово». В 1998—2005 годы преподавал курс Нового Завета и библейского богословия в католическом Институте философии, теологии и истории имени святого Фомы.
С 2002 года, формально не покидая Русской православной церкви, совершал регулярные богослужения в греко-католической московской общине во имя святителя Филиппа, митрополита Московского. 24 ноября 2003 года, не порывая ни с Московским патриархом, ни с греко-католиками, был принят в юрисдикцию неканонической Истинно-православной церкви Рафаила (Мотовилова) (ИПЦ), «архиепископа Московского и митрополита Всероссийского»; осенью 2004 года был назначен на должность секретаря Священного синода ИПЦ. Своё присоединение к данной религиозной организации объяснял так: «Что же касается моей нынешней работы в Священном Синоде Истинно-Православной Церкви, <…> то обстоятельства её таковы. Её предстоятель Митрополит Московский и Всероссийский Рафаил пригласил меня быть его консультантом в связи с подготовкой её Поместного Собора. Мне ничего не оставалось, как дать своё согласие на это, поскольку он принял мою рекомендацию — прилагать усилия к восстановлению исторической Православной Российской Церкви на началах определений Московского Священного Собора 1917—1918 годов. Потом мою должность назвали секретарь Священного Синода. Так я и продолжаю там вести консультационную и литературную работу <…>, что служит скромному приработку к моему весьма скудному по московским меркам существованию». В 2004—2005 годы стал автором ряда документов «Православной российской церкви» Рафаила (Прокопьева). По словам диакона Александра Занемонца: «В начале 2000-х началось „странствование“ о. Иннокентия по различным конфессиям. Он служил в Москве у греко-католиков (неизвестно, переходил ли он при этом в Католическую церковь или нет). Потом у „истинно-православных“ (то ли просто редактировал их тексты, то ли вошёл в их клир?). При этом иногда причащался и в православных храмах. <…> Это „странствование“ было не просто ощущением того, что „перегородки между конфессиями не доходят до неба“. Это было скорее разочарованием в Церкви как таковой, о чём о. Иннокентий много писал в ФБ».
28 октября 2011 года на заседании Священного синода ИПЦ(Р) Иннокентий (Павлов) был освобождён от занимаемой должности и назначен на новоучреждённую должность «специалиста по истории Церкви и мирового Православия».
В 2013 году перебрался из Москвы в Выборг. Живя в Выборге, не служил ни в каких общинах.
27 января 2019 года принял участие в богослужении, за которым Серафим (Мотовилов) в сослужении с Викентием (Пантелеевым) и Сергием (Сосниным) рукоположил архимандрита Алексия (Сторожко) в сан епископа для служения на территории непризнанной ЛНР
19 мая 2020 года скончался в своей квартире в Выборге вследствие застойной сердечной недостаточности и атеросклеротической болезни сердца. О его смерти стало известно только 28 мая 2020 года, когда была вскрыта квартира, где было обнаружено его тело. Дата смерти была установлена согласно данным судебно-медицинской экспертизы.
Погребён 4 июня 2020 года на Верхне-Черкасовском кладбище под Выборгом. Обряд отпевания совершали иеромонах Русской православной церкви Никон (Белавенец) (по утверждению клирика Храма Святителя Тихона, Патриарха Всероссийского, в Московском Ильи Соловьёва «согласно воле покойного») и епископ неканонической Апостольской православной церкви Григорий (Михнов-Войтенко) (по данным неназванного корреспондента credo.press он взял на себя труды по организации погребения и первым совершал отпевание по иноческому чину).
В связи с пандемией коронавирусной инфекции на похоронах присутствовало всего около 10 человек. Среди них были проректор СПбДА протоиерей Константин Костромин, прочитавший отрывок из «Апостола» и отслуживший первую литию у могилы, президент Российского библейского общества Валентина Чубарова, его исполнительный директор Анатолий Руденко, а также член правления и епископ Церкви христиан адвентистов седьмого дня Николай Смагин. Руденко положил в гроб к правой руке покойного Библию в современном русском переводе, в создании и распространении которой тот принимал непосредственное участие.

## Отзывы и воспоминания
По воспоминаниям священника Ильи Соловьёва игумен Иннокентий «обладал очень большими знаниями», отличался скромностью в быту, «не дорожил ничем материальным» и «как монах он старался освободиться от лишнего имущества, которое даже отягощало его, и это при том, что едва ли не до самой смерти он очень бедствовал и нуждался», а «свою библиотеку он безвозмездно передал Синодальной библиотеке Московского патриархата, раздарил имеющиеся у него ценные раритеты».
В. Н. Кузнецова отмечает: «Когда о. Иннокентий только появился в Обществе [Российском библейском обществе], как-то легко и естественно его стали у него за спиной, а зачастую и в лицо называть его отец Кеша. И это прозвище стали употреблять и о. Георгий Чистяков, и Н. Л. Трауберг, и, кажется, все, кто близко знал его. В этом прозвище не было ничего фамильярного, как может показаться, оно было ласковым и любовным. Ведь о. Иннокентий был человеком уникальным. И здесь нет никакого преувеличения, так характерного, когда говорят о недавно усопшем. Его уникальность была больше всего в его характере. Каждый раз, когда его вспоминаешь, сразу на ум приходят такие определения, как кротость, незлобивость, какая-то голубиная чистота, простота и простодушие — в библейском смысле этого слова, то есть цельность. Причем он вовсе не был похож на расхожий образ кроткого и незлобивого, как часто воображают. Нет, он не был тихим, смиренным, этаким „христосиком“. Высокий, крупный, почти всегда улыбающийся, иногда шумный, весёлый и остроумный. Он сам сравнивал себя с Бармалеем. И он умел стоять на своём, не шёл на уступки в том, что считал важным и главным».
А. С. Десницкий считает, что Павлов, который его в своё время «отправил учиться в Амстердам» библеистике, был «образованный, глубоко мыслящий человек огромной душевной широты, неутомимый труженик с горой планов и идей», хотя и «очень порой категоричный, сильно пьющий».
Диакон Александр Занемонец отмечал: «Мне трудно было воспринимать тексты о. Иннокентия как „науку“. Он фактически не знал иностранных языков (скорее знал их — на уровне духовных школ 1970-х годов). И, будучи выдающимся рассказчиком, не очень был способен к диалогу и научной дискуссии. Его тексты — это в первую очередь не исследование, а отражение его собственного пути и духовных поисков. Книга „Как жили и во что верили первые христиане“ — на самом деле о том, во что на данном этапе верил о. Иннокентий, а не научное исследование о вере первых христиан <…> Отец Иннокентий был добрым человеком. Даже в острой полемике он, казалось, никогда „не переходил на личности“. Он был милостивым».
Протоиерей Георгий Кочетков: «Он был человеком несистемным, свободным, и это большой плюс. Для меня очень важно было то, что мы, не сговариваясь, с разных сторон всегда приходили более или менее к одним и тем же выводам. Мы осмысляли процессы XX века очень близким образом. Отец Иннокентий пришёл сам, совершенно самостоятельно, так же как и я, к выводу, что настоящая церковность — это личные, личностные отношения со Христом каждого человека и церковная соборность, причём идущая снизу, начиная с общины, настоящей христианской общины или братства. Он очень ценил эту общинно-братскую жизнь, он её видел как наследие святых новомучеников церкви русской. <…> Он был, конечно, не столько теоретиком, сколько практиком. Да, имели значение его принципиальные выводы, то, как он осознал итоги XX века в Русской церкви. Важно и то, как он позже осознал само устроение церкви — нормальное, апостолами завещанное с древнейших времён, с первых времён. И он многое передумал, многое обобщал. Это важно, но важнее было то, что он был очень подвижным, радостным, неунывающим, живым человеком, человеком-практиком. Он не жалел времени на общение с людьми и не терял время жизни зря. Это всё такая редкость, не только в обществе, не только в народе, но и в церкви. Поэтому память об отце Иннокентии уходит куда-то глубоко в сердце. Нельзя его забыть, нельзя о нём не помолиться, нельзя не поддержать его дело. <…> Он очень тесно сотрудничал с нашим братством, со Свято-Филаретовским институтом. Буквально на последних защитах, осенью прошлого года, он был в Свято-Филаретовском институте».

## Книги и публикации
- Введение в историю русской богословской мысли. — М.: Крутицкое Патриаршее подворье, 1995. — 152 с. — (Серия «Богословская библиотека». — Кн. 1.).
- Мысли заштатного игумена Иннокентия Павлова о святейшем Патриархе и священноначалии, о святой Церкви, о себе самом и других актуальных проблемах церковной и общественной жизни. — М.: ОДИГИТРIЯ, 1999. — 62 с.
- Новый Завет. Избранные тексты. Интерпретации. Комментарии. Учебное издание / [Перевод, составление, вводные статьи, изъяснительные примечания и глоссарий] — М.: «Высшая школа», 2005. — 439 с. («Библиотека студента-словесника»)
- Что такое христианство?: к изучению дисциплины. — М.: Эксмо, 2008. — 416 с. — (Религия для семейного чтения).
- Библейская энциклопедия. — М.: Эксмо, 2008. — 256 с. — (Религия для семейного чтения).
- Как жили и во что верили первые христиане: Учение двенадцати апостолов». — М.: Эксмо, 2017. — 728 с. — (Религиозный бестселлер). — 1500 экз. — ISBN 978-5-04-004369-9.
  - Как жили и во что верили первые христиане: Учение двенадцати апостолов». — М.: Эксмо, 2018. — 728 с. — (Религиозный бестселлер). — 1000 экз. — ISBN 978-5-04-004369-9.
- «Ин 1:1-5. Главный богословский текст Нового Завета — его оригинал, поэтика, контекст». — М.: ББИ, 2019. — 247 с. (Серия «Современная библеистика»)

- Авва // Православная энциклопедия. — М., 2000. — Т. I : А — Алексий Студит. — С. 78-79. — 40 000 экз. — ISBN 5-89572-006-4.
- Александрийский кодекс // Православная энциклопедия. — М., 2000. — Т. I : А — Алексий Студит. — С. 594—595. — 40 000 экз. — ISBN 5-89572-006-4.
- Антонин (Грановский) // Православная энциклопедия. — М., 2001. — Т. II : Алексий, человек Божий — Анфим Анхиальский. — С. 682—684. — 40 000 экз. — ISBN 5-89572-007-2. (в соавторстве с протоиереем Владиславом Цыпиным)
- Всеправославные совещания // Католическая энциклопедия. — Т. 1. — М.: Издательство францисканцев, 2002. — Кол. 1117—1120.
- Евангелие. // Католическая энциклопедия. — Т. 1. — М.: Издательство францисканцев, 2002. — Кол. 1748—1750.
- Иаков «брат Господень». // Католическая энциклопедия. — Т. 2. — М.: Издательство францисканцев, 2005. — Кол. 3-4.
- Иаков Старший. // Католическая энциклопедия. — Т. 2. — М.: Издательство францисканцев, 2005. — Кол. 6-9.
- Иакова Послание. // Католическая энциклопедия. — Т. 2. — М.: Издательство францисканцев, 2005. — Кол. 10-12.
- Иоанн Богослов. // Католическая энциклопедия. — Т. 2. — М.: Издательство францисканцев, 2005. — Кол. 333—337.
- Иоанна Послания. // Католическая энциклопедия. — Т. 2. — М.: Издательство францисканцев, 2005. — Кол. 402—405.
- Иуды Послание. // Католическая энциклопедия. — Т. 2. — М.: Издательство францисканцев, 2005. — Кол. 628—630.
- Канон Священного Писания. (В соавторстве с Алексеем Сомовым). // Католическая энциклопедия. — Т. 2. — М.: Издательство францисканцев, 2005. — Кол. 745—751.
- Керигма. // Католическая энциклопедия. — Т. 2. — М.: Издательство францисканцев, 2005. — Кол. 981—982.
- Логос. // Католическая энциклопедия. — Т. 2. — М.: Издательство францисканцев, 2005. — Кол. 1727—1729.

- Выпуск в Ленинградских Духовных школах // Журнал Московской Патриархии. М., 1980. — № 8. — С. 15-16.
- Духовные школы вступили в 1980/81 учебный год [Ленинградские] // Журнал Московской Патриархии. М., 1980. — № 11. — С. 16-17.
- Заслуженный профессор протоиерей Михаил Кронидович Сперанский [некролог] // Журнал Московской Патриархии. М., 1984. — № 12. — С. 38-40. (в соавторстве с П. Уржумцевым)
- Иван Иванович Бриллиантов — историк Ферапонтова. // Ферапонтовский сборник. — Вып. 1. М.: «Советский художник», 1985. — С. 11-37. Примечание: автор обозначен как С. Н. Павлов.
- Санкт-Петербургская духовная академия как церковно-историческая школа. // Богословские труды. Юбилейный сборник, посвящённый 175-летию Ленинградской духовной академии. М.: издание Московской Патриархии, 1986. — С. 211—268.
- Wanderungen und Heimkehr eines Theologen. Vater Sergej Bulgakow zum 40. Togestag. — Erinnerung an einen bedeutenden Vertreter der russischen Orthodoxie./ Stimme der Orthodoxie (Berlin, DDR), 1986. — Nr. 8. — S. 33-39, 47-48. (название дано редакцией, а автор обозначен как Archimandrit Innokenti)
  - Отец Сергий Булгаков (К 40-летию со дня кончины) // Богослов, философ, мыслитель: юбилейные чтения, посвящ. 125-летию со дня рождения о. Сергия Булгакова (Москва, сентябрь 1996 г.). — М. : Дом-музей Марины Цветаевой, 1999. — 152 с. — С. 19-32
- На Международном научном симпозиуме в Софии // Журнал Московской Патриархии. М., 1987. — № 4. — С. 46-48.
- Миссионерская деятельность Русской Православной Церкви // Богословские труды. М., 1987. — № 28. — С. 175—180.
- О современном состоянии Русской Православной Церкви. Опыт историко-социологической оценки // Социологические исследования (Москва), 1987. — № 4. — С. 35-43. Примечание: автор обозначен как С. Н. Павлов
- Пролог Евангелия от Иоанна (1:1-18) в славянском переводе. К истории философской мысли в славянских землях в IX—XVI веках. // Palaeobulgarica (София), 1987. — XI (4). — C. 3-17.
- Взаимосвязи западных форм благочестия и русской религиозности. // Сборник материалов международного симпозиума «Tausend Jahre zwischen Wolga und Rhein». [Regensburg, 21. −26. April 1987] — München — Zürich: Verlag Neue Stadt, 1988. — S. 206—215.
  - Взаимосвязь западных форм христианского благочестия и русской религиозности // Журнал Московской Патриархии. М., 1990. — № 10. — С. 56-57.
- [Возможный план научного издания славянского перевода Священного Писания.] — выступление на круглом столе «1000-летие христианизации Руси». // Советское славяноведение (Москва), 1988. — № 6. — С. 43-47.
- Византийская традиция Священного Писания у южных славян и на Руси. // Cyrillomethodianum (Thessaloniki), 1988. — XII. — P. 93-108.
- Научный симпозиум, посвященный 1000-летию Крещения Руси, проведенный в Армянской Апостольской Церкви // Журнал Московской Патриархии. М., 1988. — № 9. — С. 75-76.
- Археографические и источниковедческие заметки о рукописях святителя Софрония, епископа Врачанского. // Св. Софроний, епископ Врачански. Катехизически, омелетични и нравоучителни писания. Из ръкописното наследство на святителя. — София: Синодално издателство, 1989. — С. 647—695.
- К вопросу о составе кирилло-мефодиевского перевода Священного Писания. В сборнике «Международен симпозиум 1100 години от блажената кончина на св. Методий» [София, 11-16 юни 1985]. — Т. 2. — София: Синодално издателство, 1989. — С. 22-28.
- Международный симпозиум в Бергамо, посвященный священнику Павлу Флоренскому // Журнал Московской Патриархии. М., 1989. — № 3. — С. 59-60.
- Славянская традиция Священного Писания и Острожская Библия. / сборник статей «Острожская Библия». — М.: Институт русского языка АН СССР, 1990. — С. 17-47.
- Ферраро-Флорентийская уния — взгляд из Москвы. // Символ (Париж), 1989. — Вып. 22. — С. 145—162.
  - The Ferrara-Florentine Union: a view from Moscow. Historical Retrospective and Contemporary Approsial. В сборнике материалов конференции «Сhristian Unity. The Council of Ferrara-Florence 1438/39-1989». [Florence, 1989] // Bibliotheca Ephemeridum Theologicarum Lovaniensium. — XCVII. — Leuven: Leuven University Press, 1991. — P. 493—507.
- Ферраро-Флорентийский Собор // Символ. — М.: Ин-т философии, теологии и истории св. Фомы. 1989. — № 22. (Декабрь) — С. 145—162
- Церковь и культурные сокровища Святой Руси // Церковь и время: научно-богословский и церковно-общественный журнал: Отдел внешних церковных связей Московск0ого Патриархата. — 1991. — № 2 — С. 72-79
- Die Wiederherstellung des gesamtrussischen Patriarchats auf dem Moskauer Konzil 1917—1918. В сборнике материалов конференции «Das Dienstamt der Einheit in der Kirche. Primat — Patriarchat — Papstum». [Regensburg, 1989] / Koinonia. Schriftenreihe des Ostkirlichen Instituts Regensburg. — Bd. IX. — Erzabtei St. Ottilien: Eos Verlag, 1991. — S. 285—317.
- О Декларации Митрополита Сергия // Журнал Московской Патриархии. М., 1992. — № 11/12. — С. 70-75.
- Bibelgesellschaft heute // Stimme der Orthodoxie. 1993. — № 3. — С. 10-12
- Международный семинар «Библейский текст и библейский перевод» // Официальная хроника. Журнал Московской Патриархии. М., 1993. № [пробн. номер]. — С. 40.
- Патриаршая и Синодальная Библейская комиссия: (Справка. Хроника) // Мир Библии. 1993. — Вып. 1. — С. 105—106.
- Читатели Библии в России: групповой портрет в цифрах. (в соавторстве с Владимиром Борзенко). // Мир Библии. — Вып. 2. — М.: Российское Библейское Общество, 1994. — С. 105—106.
- Правовой статус церковной собственности согласно церковной традиции и канонам Русской Православной Церкви. // Вопросы экономики (Москва), 1994. — № 9. — С. 101—112.
- Духовная грамота святителя Ионы (К вопросу об автокефалии Русской церкви) // Византиноруссика. М., 1994. — № 1. — С. 127—135.
  - Духовная грамота святителя Ионы. К вопросу об автокефалии Русской Церкви. // Церковно-исторический вестник — № 6-7. — М.: издание Общества любителей церковной истории, 2000. — С. 172—179.
- Священник Павел Флоренский и его вклад в развитие богословской мысли Православной Церкви // П. А. Флоренский и культура его времени". [Бергамо, 1988] — Marburg: Blue Hörner Verlag, 1995. — C. 485—496.
- Заметки к статье Н. Н. Глубоковского «Славянская Библия». // Учёные записки Российского православного университета св. ап. Иоанна Богослова. — Вып. 1. — М., 1995. — С. 35-42.
- Христианская благотворительность по «Учению Двенадцати Апостолов». // Православное богословие и благотворительность (диакония). — Сб. 3. — СПб: Высшая религиозно-философская школа, 1996. — С. 50-54.
  - Христианская благотворительность по «Учению двенадцати апостолов» // Христианос: альманах. — Рига: Международный Благотворительный фонд им. Александра Меня, 1996. — № 5. — С. 44-49
  - Христианская благотворительность по «Учению двенадцати апостолов» // Милосердие и благотворительность в Русском православии — опыт прошлого и настоящего: сборник статей / Фрайбургский ун-т, Ин-т карит. наук и христ. социальной работы. — нижний новгород, 2000. — С. 65-68
- К публикации новых переводов Священного Писания // Страницы: богословие, культура, образование. — М. : Издательство ББИ, 1996. — т.1. — № 3 — С. 5-12
- San Sergio di Radonež: un santo e la sua epoca. В сборнике материалов 1-й международной экуменической конференции по русской духовности «San Sergio e il suo tempo». [Bose, 15-18 settembre 1993] — Communita di Bose: Edizioni Qiqajon, 1996. — P. 35-55.
- «…чтобы всем учиться и ободряться» (1 Кор 14:31). / Международная ассоциация по изучению и распространению славянских культур. Информационный бюллетень. — Вып. 28-29. — М.: Институт славяноведения и балканистики РАН, 1996. — С. 49-63
  - «…чтобы всем учиться и ободряться» (1 Кор 14:31) // «Язык Церкви». — Вып.1. — М.: Свято-Филаретовская Московская высшая православно-христианская школа, 1997. — С. 47-60.
- Церковь под коммунистическим режимом и II Ватиканский собор // Теология: богословский журнал. — М. : Колледж католической теологии им. св. Фомы Аквинского, 1996. — № 6 (январь-июнь) — С. 106—120
- Учение С. Н. Булгакова об общественном идеале. // XPICTIANOC (Рига), 1997. — Вып. VI. — C. 183—213
  - Учение С. Н. Булгакова об общественном идеале // «Богослов. Философ. Мыслитель. Юбилейные чтения, посвященные 125-летию со дня рождения о. Сергия Булгакова (сентябрь 1996 г., Москва)». М.: Дом-музей Марины Цветаевой, 1999. — С. 33-53.
  - С. Н. Булгаков об общественном идеале // Личность в Церкви и обществе: Материалы Международной научно-богословской конференции (Москва, 17-19 сентября 2001 г.). — М. : Московская высшая православно-христианская школа, 2003. — С. 205—214.
- Вместо предисловия // Богослов, философ, мыслитель: юбилейные чтения, посвящ. 125-летию со дня рождения о. Сергия Булгакова (Москва, сентябрь 1996 г.). — М. : Дом-музей Марины Цветаевой, 1999. — 152 с. — С. 4-15
- От церкви имперской к церквам национальным. // альманах «ДИА-ЛОГОС. Религия и общество». — М.: «Истина и жизнь», 1997. — С. 396—405.
- Slavia Orthodoxa в XVIII — начале XIX века и церковно-учительные труды св. Софрония Врачанского. // Славяноведение (Москва), 1999. — № 2. С. 60-66.
- Lo stato e le prospettive della Chiesa ortodossa in Russia. В сборниках материалов конференции «La nuova Russia. Dibattito culturale e modello di societa in construzione». [Torino, 1998] — Torino: Edizioni Fondazione Giovanni Agnelli, 1999. — P. 265—286.
- Христово и кесарево. Церковь и интересы государства // Страницы: богословие, культура, образование. — М. : Издательство ББИ, 1999. — т. 4 — № 2. — С. 201—208
- Язычествующие. Об одной антицерковной идеологии // Континент. 1999. — № 1 (99). — Январь — март — С. 222—232
- Свидетели Ранней церкви и Российские мученики XX века // Богословие после Освенцима и его связь с богословием после ГУЛАГа: следствия и выводы: материалы II международной научной конференции, СПб., 26-28 январь 1998 г. — СПб. : Высшая Религиозно-Философская Школа, 1999. — С. 70-78
- Очищение как непременное предварительное условие обновления Церкви // Живое предание: материалы международной богословской конференции (Москва, октябрь 1997 г.). — М. : Изд-во Свято-Филаретовской МВПХШ, 1999. — С. 236—242.
- Необоснованные суждения: Полемика с архим. Тихоном (Шевкуновым) // Православная община. 2000. — № 59. — С. 108—118
- Воссоздание прихода как основа нормализации церковной жизни в России // Приход в Православной церкви: материалы международной богословской конференции. Москва, октябрь 1994 г. — М. : Изд-во Свято-Филаретовской МВПХШ, 2000. — 251 с.
- Геннадиевская Библия 1499 г. как синтез библейских традиций. // Сборник материалов Международной конференции «Библия в духовной жизни, истории и культуре России и православного славянского мира. К 500-летию Геннадиевской Библии». — М.: Библейско-богословский институт святого апостола Андрея, 2001. — С. 11-24.
- Незамеченное славянское свидетельство одного из вариантных чтений Ин 1:3-4. // Мир Библии. — Вып. 9. — М.: Библейско-богословский институт святого апостола Андрея, 2002. — С. 29-35.
- Проблема современных переводов Священного писания Нового // Язык Церкви: Материалы Международной богословской конференции (Москва, 22-24 сентября 1998 г.). — М. : Свято-Филаретовская московская высшая православно-христианская школа, 2002. — 352 с.
- Присутствие Московской Патриархии в Галиции: история и итоги. // Материалы семинара «Украинская Греко-Католическая Церковь: преодоление мифа» [Москва, 25 ноября 2002 г.] — М.: Институт изучения религии в странах СНГ и Балтии, 2002. — С. 53-69.
- От церковного самоуправления к самоуправству. Нынешняя РПЦ — лишь самый крупный осколок исторической Православной Российской Церкви // «НГ Религии». — 2003. — № 22 (130). — С. 5
- Пролог Евангелия Иоанна (1:1-18) как вероисповедный гимн и «сумма идей» Иоаннова корпуса. // Точки — Puncta: ежеквартальный журнал, посвященный проблемам религии, культуры и общества. — М. : Ин-т философии, теологии и истории св. Фомы, 2003. — № 1-2 (3). — С. 192—216.
- Издание Н. И. Ильминского «Святое Евангелие. Древнеславянский текст» (Казань, 1889) — малоизвестный факт церковного просветительства и славянской филологии. // Лингвистическое источниковедение и история русского языка (2002—2003): сборник статей / Российская академия наук, Институт русского языка им. В. В. Виноградова. — М. : Древлехранилище, 2003. — 534 с. — С. 477—499.
- Народ Божий в России в первые послереволюционные, в 20-е и в 30-е годы XX века. Белые пятна российской церковной истории. // сборник материалов Международной богословской конференции «Духовные движения в народе Божьем. История и современность». [Москва, 2-4 октября 2002 г.] — М.: Свято-Филаретовский православно-христианский институт, 2003. — С. 343—359.
- Трагикомедия церковной современности // «Континент». 2004. — № 120. — С. 321—340.
- Российская религиозность в контексте переписи населения 1937 года. // «Вера — Диалог — Общение: Проблемы диалога церкви и общества»: Материалы Международной богословской конференции (Москва, 29 сентября — 1 октября 2004 г.): Памяти С. С. Аверинцева. — М. : Свято-Филаретовский православно-христианский институт, 2005 — С. 385—400.
- Rola i zadania Kościoła w jednoczącej się Europie z perspektywy Rosji. // сборник «Kościół w czasach Jana Pawła II» — Lublin: Wydawnictwo KUL — Wydawnictwo «Gaudium», 2005. — S. 455—461.
- Общие представления о Ветхом Завете // Ветхий Завет: Избранные тексты. Интерпретации. Комментарии. — М. : Высшая школа, 2006. — 332 с. — С. 9-29
- Христианский взгляд на государственную стратегию России // Науковедческие исследования: Сб. науч. тр.. — М.: РАН ИНИОН. Центр науч.-информ. исслед. по науке, образованию и технологиям, 2007. — С. 154—173. — ISBN 978-5-248-00299-3.
- Краткий очерк истории текстуальной критики Нового Завета // Страницы: богословие, культура, образование. — М. : Издательство ББИ, 2007. — т. 12. — № 4 — С. 483—504
- «Хрущевские гонения»: миф и реальность // О мирном и непримиримом противостоянии злу в церкви и обществе: Материалы международной богословской конференции (Москва, 28-30 сентября 2005 г.). — М. : Свято-Филаретовский православно-христианский институт, 2007. — 464 с. — С. 201—210
- Свобода во Христе в условиях внешней несвободы. Опыт российской церковной жизни последних сорока лет // Свобода — дар Духа и призвание в церкви и обществе: Материалы Международной научно-богословской конференции (Москва, 16-17 августа 2006 г.). — М. : Свято-Филаретовский православно-христианский институт, 2009. — С. 200—221
- «Зеркало русской революции» // Континент: литературный, публицистический и религиозный журнал. 2010. — № 4: октябрь-декабрь — С. 388—397
- PECCATUM ORIGINALE в проекции научно-технического и социального прогресса. Эсхатологическая перспектива // Страницы: богословие, культура, образование. — М. : Издательство ББИ, 2011. — т. 15. — № 1. — С. 3-16
- Ганс Кюнг и Вальтер Каспер // Страницы: богословие, культура, образование. — М. : Издательство ББИ, 2012. — т. 16 — № 4. — С. 527—542
- К изучению раннего христианства в XXI веке // Страницы: богословие, культура, образование. — М. : Издательство ББИ, 2015. т. 19 — № 4 — С. 483—494
- Павел — историк Иисуса // Страницы: богословие, культура, образование. — М. : Издательство ББИ, 2016. — т. 20. — № 2 — С. 163—182
- Знамение пререкаемое. К 70-летию со дня публикации Декларации митрополита Сергия // Патриарх Сергий (Страгородский): pro et contra: антология / Русская христианская гуманитарная академия; сост., авт. предисл. С. Л. Фирсов. — СПб. : РХГА, 2017. — 669 с. — С. 396—403
- Миссия в Антиохию согласно Деян 11:19-30; 13:1 на фоне Дидахе // Страницы: богословие, культура, образование. — М. : Издательство ББИ. 2017. — т. 21. — № 2. — С. 163—172
- Архимандрит Ианнуарий (Ивлиев) как историческая фигура // Страницы: богословие, культура, образование. — М. : Издательство ББИ, 2017. т.21. — № 4. — С. 614—632
- Иудео- и языкохристиане в Новом Завете // Страницы: богословие, культура, образование. — М. : Издательство ББИ, 2018. т. 22 N 2 — С. 163—180

- Мецгер Б. М. Введение к «Текстологическому комментарию на греческий Новый Завет» / пер.: Иннокентий (Павлов), игум. // Мир Библии. М., 1995. № 3. — С. 32-39.
- Учение двенадцати апостолов / Введение В. С. Соловьева (к изд. 1886 г.). Перев. с греч., вводная статья и коммент. игумена Иннокентия (Павлова). — М.: Учебно-информационный экуменический центр ап. Павла, 1996. — 127 с. («Учители неразделённой Церкви»)
- Новый Завет: Избранные тексты. Интерпретации. Комментарии: [к изучению дисциплины] / пер., сост., авт. предисл. Иннокентий (Павлов), игум. — М. : Высшая школа, 2005. — 437 с.
- Дидахе: путь Жизни. Золотые правила христианства / пер. с древнегреч. игум. Иннокентий (Павлов).. — М.: Эксмо, 2014. — 160 с. — (Религия. Великие истины). — ISBN 978-5-699-77479-1.

- «Как жили и во что верили первые христиане», Обсуждение одноименной книги игумена Иннокентия Павлова
- «Дидахе - первый письменный христианский памятник», Лекция игумена Иннокентия Павлова на встрече дискуссионного клуба "Сакральные тексты"
- «Павел — историк Иисуса», Лекция прочитанная игуменом Иннокентием Павловым на конференции "Послания св.Павла" 02-04.06.2016
- «Пролог Евангелия согласно Иоанну (1:1–18)», Одноименная лекция игумена Иннокентия Павлова
- «Проблемы современных переводов Библии», Лекция игумена Иннокентия Павлова в Московской богословской семинарии ЕХБ
- «Смерть и воскресение», С христианской точки зрения
- «Единство», С христианской точки зрения

## Награды
- Орден благоверного князя Даниила Московского III степени (1990 г.)
- Орден святителя Софрония Врачанского II степени (Болгарской Православной Церкви, 1989 г.)